# Jan Albrecht II
Jan Albrecht II (ur. 5 maja 1590, zm. 23 kwietnia 1636) – książę Meklemburgii-Schwerin od 1592 r. wraz z bratem Adolfem Fryderykiem I, od 1610 r. książę całej Meklemburgii (nadal wraz z bratem), po podziale w 1621 r. samodzielny książę Meklemburgii-Güstrow (z przerwą w latach 1628–1631).
Był młodszym z dwóch synów księcia Meklemburgii-Schwerin Jana VII i Zofii, córki księcia Holsztynu-Gottorp Adolfa I. Wraz z bratem odziedziczyli tron książęcy po śmierci ojca w 1592 r. Faktyczne rządy przejęli po dojściu do lat sprawnych, w 1608 r. W 1610 r. bracia zostali także książętami Meklemburgii-Güstrow po bezpotomnej śmierci tamtejszego księcia Karola I. W 1621 r. podzielili między siebie Meklemburgię, Janowi Albrechtowi przypadła wówczas Meklemburgia-Güstrow. Próbowali zachować neutralność podczas wojny trzydziestoletniej. Jednak ponieważ potajemnie wspierali króla duńskiego, po bitwie pod Lutter am Barenberge zostali uznani przez cesarza za wrogów. 19 stycznia 1628 r. cesarz Ferdynand II Habsburg ogłosił detronizację braci, a Meklemburgię oddał w ręce Albrechta von Wallensteina. W maju tego samego roku obaj bracia opuścili swój kraj. Powrócili do niego w 1631 r. wraz z wojskami szwedzkimi. Choć odzyskali tron, musieli odstąpić królowi szwedzkiemu części Meklemburgii, w tym m.in., Wismar, Neukloster, Warnemünde i wyspę Poel.
Jan Albrecht był trzykrotnie żonaty. Pierwszą żoną była Elżbieta (1584–1616), córka Krzysztofa, księcia Meklemburgii-Gadebusch. Z tego małżeństwa pochodziło czworo dzieci:
- Jan Krzysztof (1611–1612),
- Zofia Elżbieta (1613–1676), żona księcia brunszwicko-lüneburskiego na Wolfenbüttel Augusta Młodszego,
- Krystyna Małgorzata (1615–1666), żona księcia Saksonii-Lauenburga-Ratzeburga Franciszka Albrechta, a następnie swego kuzyna księcia Meklemburgii-Schwerin Chrystiana Ludwika I,
- Karol Henryk (1616–1618).

Drugą żoną Jana Albrechta była poślubiona w 1618 r. Elżbieta (1596–1625), córka landgrafa Hesji-Kassel Maurycego Uczonego. To małżeństwo było bezdzietne.
Jako trzecią Jan Albrecht poślubił w 1626 r. Eleonorę Marię (1600–1657), córkę Chrystiana I, księcia Anhaltu-Bernburg. Z tego małżeństwa pochodziło pięcioro dzieci:
- Anna Zofia (1628–1666), żona księcia legnickiego Ludwika IV,
- Jan Chrystian (1629–1631),
- Eleonora (1630–1631),
- Gustaw Adolf (1633–1695), następca ojca jako książę Meklemburgii-Güstrow,
- Luiza (1635–1648).